# Tom Snijders
Thomas Augustinus Benedictus (Tom) Snijders (Tilburg, 26 september 1949) is een Nederlandse wiskundige, hoogleraar methodologie en statistiek aan de Rijksuniversiteit Groningen, en tevens hoogleraar statistiek aan de Universiteit van Oxford. 

## Levensloop
Snijders studeerde in 1973 af in de wiskunde aan de Rijksuniversiteit Groningen. In 1979 promoveerde hij aldaar cum laude in de wiskunde en natuurwetenschappen op een proefschrift, getiteld Asymptotic optimality theory for testing problems with restricted alternatives.
In 1972 begon Snijders aan de Rijksuniversiteit Groningen als onderwijs-assistent op de wiskundeafdeling, en twintig jaar later werd hij aldaar hoogleraar stochastische modellen voor de sociale en gedragswetenschap. Sinds 2002 is hij hier hoogleraar methodologie en statistiek. Tussendoor was hij hoogleraar wiskundige sociologie aan de Universiteit Utrecht van 1989 tot 1992. Sinds 2002 is hij gasthoogleraar aan de Universiteit van Lille, en sinds 2006 hoogleraar statistiek aan de Universiteit van Oxford.  
In 2005 heeft hij een eredoctoraat ontvangen in de sociale wetenschappen van de Universiteit van Stockholm; in 2011 ontving hij een eredoctoraat van de Université Paris-Dauphine.

### Personalia
Hij is een zoon van Jan Snijders, hoogleraar psychologie aan de Groningse universiteit van 1949-1980, en rector magnificus in 1969-1970, en van psychologe Nan Snijders-Oomen.

## Werk
Snijders' onderzoeksinteresse ligt op het gebied van de analyse van sociale netwerken, en met name het gebruik van statistische methoden in de analyse van netwerken en hun ontwikkeling.
In zijn promotieonderzoek had Snijders zich gericht op de toetsingsproblemen uit de statistiek, waarbij hij een theorie ontwikkelde voor toetsingsproblemen met een ingeperkt alternatief.
In zijn later werk is hij zich gaan richten op de statistisch onderzoek naar sociale netwerken. In de jaren 1990 ontwikkelde hij Stocnet, uitgebracht in 1989, een open-software-systeem voor geavanceerde statistische analyse van sociale netwerken.

## Publicaties, een selectie
Snijders publiceerde verschillende boeken en vele artikelen. Een selectie:
- 1979. Asymptotic optimality theory for testing problems with restricted alternatives
- 1986. Extensions of triad counts to networks with different subsets of points and testing the underlying random graph distributions. Met Frans Stokman
- 1992. Kanssteekproeven. Met J. Muilwijk en J.J.A. Moors.
- 1993. Gissen en mikken. RUG, inaugurale rede.
- 1995. SSS '95. Symposium Statistische Software 1995. Toeval zit overal: programmatuur voor random coëfficient modellen. (red.)
- 1999. PINT, (Power IN Two-level designs). Estimating standard errors of regression coefficients in hierarchial linear models for power calculations. User's manual. Met Roel J. Bosker en Henk Guldemond.
- 1999. Multilevel Analysis. An introduction to basic and advanced multilevel modeling. Met Roel Bosker, Sage Publishers.
- 2011. Manual for SIENA version 4.0. Oxford, University of Oxford, Department of Statistics. Met R. Ripley.